# وستینگه
وستینگه (به هلندی: Wetsinge) یک منطقهٔ مسکونی در هلند است که در وینسوم واقع شده‌است. وستینگه ۶۰ نفر جمعیت دارد.